# Šport u 1860.
◄◄ | ◄ | 1857. | 1858. | 1859. | 1860.  | 1861. | 1862. | 1863. | ► | ►►
Arhitektura • Astronomija • Biologija • Fotografija • Glazba • Kazalište • Kemija • Kiparstvo • Knjige • Književnost • Kršćanstvo • Meteorologija • Medicina • Planinarstvo • Politika • Pravo • Promet • Slikarstvo • Šport • Znanost • Željeznički promet
Šport u 1860.

## Svijet

### Osnivanja
- TSV 1860 München, njemački nogometni klub
- FC Lausanne-Sport, švicarski nogometni klub

## Vanjske poveznice
|  | Zajednički poslužitelj ima još gradiva o temi Šport u 1860. |